# Justus Christian Hennings

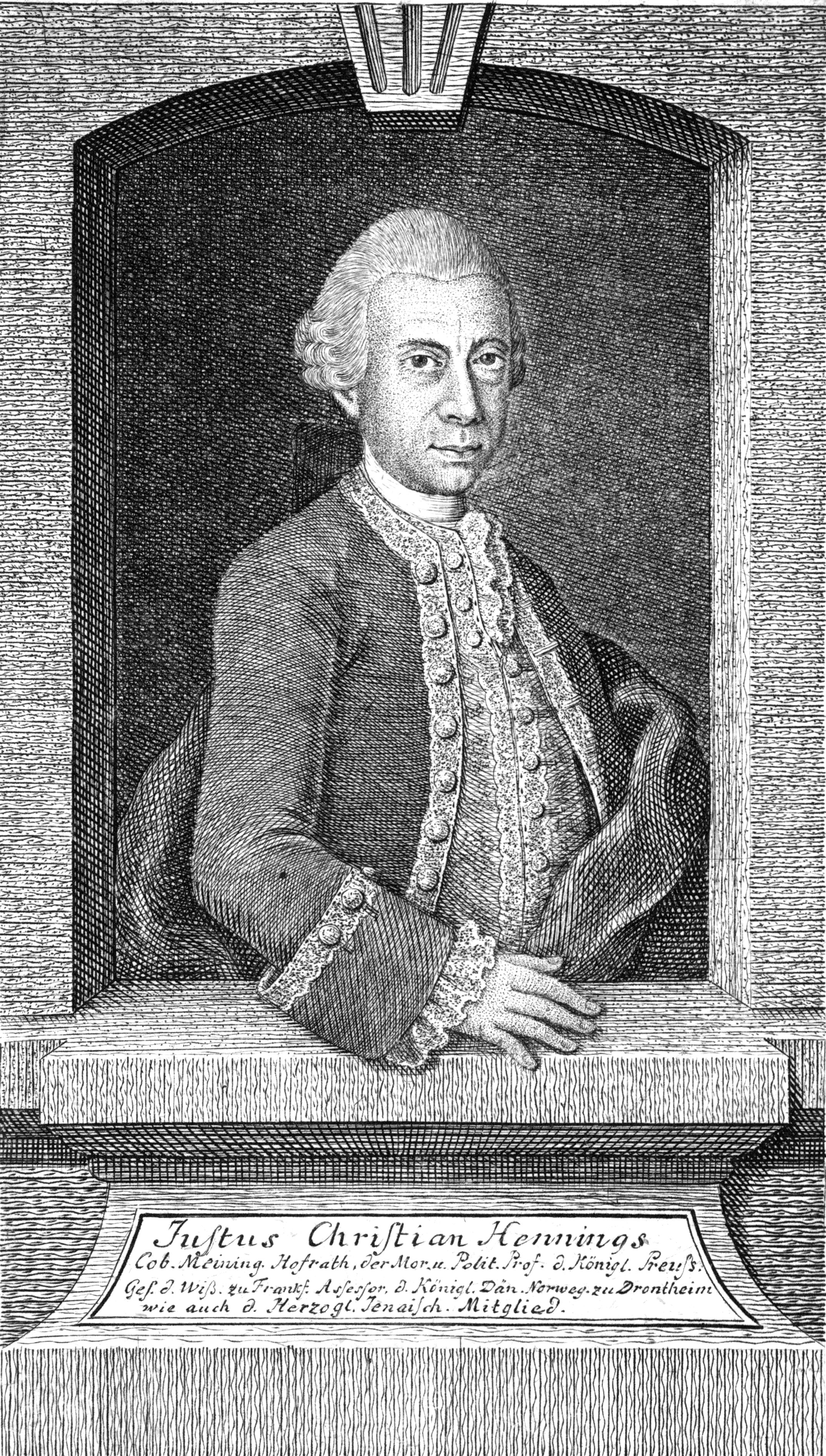
Justus Christian Hennings

Justus Christian Hennings (* 20. März 1731 in Gebstedt; † 30. August 1815 in Jena) war ein deutscher Moralphilosoph und Aufklärer.

## Leben
Justus Christian Hennings war der Sohn des gleichnamigen Pfarrers Johann Christian Hennings und seiner zweiten Frau, der Kaufmannstochter Johanette Christiana Röder (* 12. Juli 1707 in Langensalza; † 4. April 1794 in Jena), die er 1728 geheiratet hatte.

### Herkunft
Justus Christian Hennings stammte aus einem evangelischen Pfarrergeschlecht, welches aus dem niederdeutschen Raum stammend Pfarrer in Norwegen, Dänemark und Deutschland stellte. Bereits sein aus Bremen stammender Ururgroßvater Ambrosius Hennings (* 10. Juli 1567 in Lübeck; † 15. Mai 1642 in Kopenhagen) wurde Pfarrer im norwegischen Bergen, dessen Sohn, Justus Christians Urgroßvater, Simon Hennings wirkte nach einem Aufenthalt in Kopenhagen als Pfarrer in Bremen und sein Großvater Simon Hennings (* 2. Mai 1644 in Kopenhagen; † 30. Januar 1695 in Rostock) wurde Doktor der Theologie und Pfarrer an der St. Jacobkirche in Rostock.
Justus Christian Hennings’ gleichnamiger Vater wurde am 16. September 1694 in Rostock geboren, besuchte das Gymnasium in Lübeck und ab 1710 die Universitäten Rostock, Greifswald und Universität. Als Kandidat der Theologie war er anderthalb Jahre in Stralsund tätig, 1718 wurde er Kollaborator an der Hof- und Garnisonkirche zu St. Jacob in Weimar, 1719 Pfarrer in Gebstedt, 1737 Pfarrer und Adjunkt in Berka, 1742 Diakon in Jena. In erster Ehe heiratete er Anna Dorothea Hecker (* 1696 in Erfurt; † 29. Mai 1727 in Gebstedt). Er starb am 21. März 1742 in Jena.

### Ausbildung und akademische Laufbahn
Nach einer umfangreichen Grundausbildung bezog Johann Christian Hennings die Universität Jena, wo er bereits 1746 in die Matrikel der Hochschule eingetragen wurde. Hier besuchte er unter anderem die Vorlesungen von Joachim Georg Darjes, Johann Peter Reusch und von Johann Ernst Immanuel Walch. Am 24. April 1756 erwarb er den akademischen Grad eines Magisters der Philosophie und beteiligte sich dann als Privatdozent am Disputationsbetrieb der Hochschule. Am 24. März 1758 ernannte man ihn zum Adjunkt der philosophischen Fakultät und Anfang 1765 wurde er außerordentlicher Professor der Philosophie in Jena. Nachdem Darjes von Jena abgezogen war, erhielt er den Vorzug aller Bewerber um dessen Stelle, unter denen sich auch der junge Immanuel Kant befand. So wurde er am 21. Dezember 1765 Professor der Moralphilosophie und Politik und 1783 Professor der Logik und Metaphysik der Salana.
Im Laufe seiner Hochschultätigkeit wurde Hennings Mitglied der königlich preußischen Gesellschaft der Wissenschaften in Frankfurt/Oder, Assessor der königlich dänisch Norwegischen Akademie in Drontheim, wie auch der herzoglichen Teutschen Gesellschaft der höheren Wissenschaften in Jena und Ehrenmitglied der mineralogischen Gesellschaft in Jena. Zudem ernannte man ihn zum Hofrat von Sachsen-Coburg und Meiningen. Auch beteiligte er sich an den organisatorischen Aufgaben der Salana. So war er mehrfach Dekan der philosophischen Fakultät und in den Sommersemestern 1776, 1786, 1804 sowie im Wintersemester 1804 Rektor der Alma Mater. Bekannt ist Hennings vor allem mit seinen Schriften gegen den damalig vorherrschenden Aberglauben geworden, mit denen er versuchte sich gegen den Hexenglauben zu wenden. Obwohl er den Ideen des Rationalismus eines Kants gegenüber aufgeschlossen war, verblieb er dennoch in einem ihn geprägten theologischen Denken. Dies wirkte sich auch auf seine Vorlesungen aus, die zu seiner Zeit als antiquiert empfunden wurden, woraufhin die Frequentierung seiner Ausführungen nachließ.

### Familie
Justus Christian Hennings heiratete am 15. Juni 1760 die Leipziger Kaufmannstochter Johanna Gertraud Mey († 9. September 1813 in Jena). Von ihren Kindern sind bekannt:
- Johann Wilhelm Christoph Hennings (* 5. April 1771 in Jena; † 15. Februar 1838 in Gotha), Buchhändler sowie Verleger in Erfurt und Gotha, herzoglich Sachsen-Meininger Geheimer Legationsrat[6]
- August Simon Ambrosius Hennings (* 6. März 1776 in Jena), Dr. jur., von 1798 bis 1801 Gerichtsakzessist, von 1806 bis 1810 zweiter Stadtschreiber und Vormundschaftsakturar, von 1811 bis Juni 1831 Stadtgerichtsregistrator.[7]

## Schriften (Auswahl)
- Diss. philos. in qua disquiritur quaestio, an & qua ratine matrimonium coactum secundum jus naturae esse possit licitum. Jena 1756 (Resp. Heinrich Adolph Hinrichsen, Online)
- Diss. de notione libertatis divinae per viam eminentiae investiganda. Jena 1757 (Resp. Andreas Wilder, Online)
- Diss. quae inquirit in quaestionem, quonam sensu omnipraesentia deo ante mundum conditum sit tribuenda. Jena 1757
- Diss. philosophica quaestionem continens, utrum somnus animae humanae ex principio interno an potius eterno refutari debeat. Jena 1758 (Resp. Lucas Johann Brenner, Online)
- Diss. quae ex Genes. III, 22, probat, electionem hominis e paradiso signum fuisse benignitatis divinae. Jena 1759 (Resp. Johann Conrad Heine, Online)
- Diss. juris Naturalis de juris quantitate et effectu inde pedente. Jena 1760 (Resp. Johann Martin Rüling (* 1740), Online)
- Practische Logik. Jena 1764 (Online)
- Progr. an et quomondo ex actionis sacilitate moralitas determinari possit. Jena 1766
- Moralische und politische Abhandlung vom Wege zur Weisheit und Klugheit. Jena 1766
- Compendium metaphysicum usibus auditorii accommodatum. Jena 1768
- Geschichte von den Seelen der Menschen und Thiere, pragmatisch entworfen. Halle 1774 (Online)
- Kritisch-historisches Lehrbuch der theoretischen Philosophie. Leipzig 1774 (Online)
- J. G. Walchs Philosophisches Lexikon, worin die in allen Theilen der Philosophie vorkommenden Materien und Kunstwörter erklärt, aus der Historie erläutert, die Streitigkeiten der ältern und neuern Philosophen erzählt, beurtheilet und die darin gehörigen Schriften angeführt erden; mit vielen neuen Zusätzen und Artikeln vermehret, und bis auf die gegenwärtige Zeit fortgesetzt, wie auch mit kurzen kritischen Geschichte der Philosophie aus dem Bruckerischen großen Werke versehen. 4. Aufl. 2 Bände. Leipzig 1775 (Online)
- Neue philosophische Bibliothek. Jena 1774–1776
- Von den Ahndungen und Visionen. Leipzig 1777 (1. Bd. Online), Jena 1783 (2. Bd. Online)
- Anthrophologische und pneumatologische Aphorismen. Jena 1777 (Online)
- Verjährte Vorurtheile, in verschiedenen Abhandlungen bestritten. Riga 1778 (Online)
- Die Einigkeit Gottes, nach verschiedenen Gesichtspunkten geprüft, und sogar durch heidnische Zeugnisse erhärtet. Altenburg 1779 (Online)
- Lebensgeschichte des wohlseligen Herrn Hofraths Joh. Ernst Immanuel Walch : zu dessen ruhmvollen Andenken entworfen. Jena 1780 (Online)
- Von Geistern und Geistersehern. Leipzig 1780 (Online)
- Visionen, vorzüglich neuerer und neuster Zeit, philosophisch in ein Licht gestellt; ein Pedant zu des Verfassers vorigen Schriften von Ahndungen, Visionen, Geistern und Geistersehern. Altenburg 1781 (Online)
- Sittenlehre der Vernunft. Altenburg 1782
- Von den Ahndungen und Visionen. Leipzig 1783, 2. Bde. (2. Bd. Online) auch unter dem Titel Von Ahndungen der Thiere, durch Beyspiele aus der Naturgeschichte erläutert. Leipzig 1783
- Von den Träumen und Nachtwandlern. Weimar 1784 (Online)
- Die Mittel, den menschlichen Leib und dessen Glieder gegen die mancherley Arten des Feuers und die nachhaltigen Folgen des Wassers zu schützen; auch Menschen und Kostbarkeiten aus diesen Gefahren zu retten. Ansbach 1790 (Online)
- Philosophische Bibliothek der verschiedenen Meynungen über die heutigen Angelegenheiten der Menschheit, aus dahin gehörigen Schriften kritisch und ohne Partheygesist dargestellt. Hamburg 1794

## Weblink
- Werke von und über Justus Christian Hennings in der Deutschen Digitalen Bibliothek